# Hautot-sur-Mer
Hautot-sur-Mer är en kommun i departementet Seine-Maritime i regionen Normandie i norra Frankrike. Kommunen ligger i kantonen Offranville som tillhör arrondissementet Dieppe. År 2022 hade Hautot-sur-Mer 1 879 invånare.

## Befolkningsutveckling
Antalet invånare i kommunen Hautot-sur-Mer
| Referens: INSEE |